# Motorrad-Weltmeisterschaft 1995
Die Motorrad-WM-Saison 1995 war die 47. in der Geschichte der FIM-Motorrad-Straßenweltmeisterschaft.
In den Klassen bis 500 cm³, bis 250 cm³ und bis 125 cm³ wurden 13 und bei den Gespannen sieben Rennen ausgetragen.

## Punkteverteilung
Weltmeister wird derjenige Fahrer beziehungsweise der Hersteller, der bis zum Saisonende die meisten Punkte in der Weltmeisterschaft angesammelt hat. Bei der Punkteverteilung werden die Platzierungen im Gesamtergebnis des jeweiligen Rennens berücksichtigt. Die fünfzehn erstplatzierten Fahrer jedes Rennens erhalten Punkte nach folgendem Schema:
| Punkteverteilung | Punkteverteilung | Punkteverteilung | Punkteverteilung | Punkteverteilung | Punkteverteilung | Punkteverteilung | Punkteverteilung | Punkteverteilung | Punkteverteilung | Punkteverteilung | Punkteverteilung | Punkteverteilung | Punkteverteilung | Punkteverteilung | Punkteverteilung |
| ---------------- | ---------------- | ---------------- | ---------------- | ---------------- | ---------------- | ---------------- | ---------------- | ---------------- | ---------------- | ---------------- | ---------------- | ---------------- | ---------------- | ---------------- | ---------------- |
| Platz            | 1                | 2                | 3                | 4                | 5                | 6                | 7                | 8                | 9                | 10               | 11               | 12               | 13               | 14               | 15               |
| Punkte           | 25               | 20               | 16               | 13               | 11               | 10               | 9                | 8                | 7                | 6                | 5                | 4                | 3                | 2                | 1                |

In die Wertung kamen alle erzielten Resultate.

## 500-cm³-Klasse

### Teams und Fahrer
| Team                           | Hersteller    | Motorrad          | Nr. | Fahrer               | Läufe         |
| ------------------------------ | ------------- | ----------------- | --- | -------------------- | ------------- |
| Repsol YPF Honda Team          | Honda         | Honda NSR 500     | 1   | Mick Doohan          | alle          |
| Repsol YPF Honda Team          | Honda         | Honda NSR 500     | 6   | Àlex Crivillé        | alle          |
| Repsol YPF Honda Team          | Honda         | Honda NSR 500     | 7   | Shin’ichi Itō        | alle          |
| Team HRC                       | Honda         | Honda NSR 500     | 55  | Takuma Aoki          | 3             |
| Marlboro Team Roberts          | Yamaha        | Yamaha YZR500     | 2   | Luca Cadalora        | alle          |
| Marlboro Team Roberts          | Yamaha        | Yamaha YZR500     | 17  | Norick Abe           | alle          |
| Team Lucky Strike Suzuki       | Suzuki        | Suzuki RGV 500    | 4   | Daryl Beattie        | alle          |
| Team Lucky Strike Suzuki       | Suzuki        | Suzuki RGV 500    | 8   | Sean Emmett          | 1–4           |
| Team Lucky Strike Suzuki       | Suzuki        | Suzuki RGV 500    | 34  | Kevin Schwantz       | 1–3           |
| Team Lucky Strike Suzuki       | Suzuki        | Suzuki RGV 500    | 45  | Scott Russell        | 6–8, 10–13    |
| Fortuna Honda Pons             | Honda         | Honda NSR 500     | 5   | Alberto Puig         | 1–7           |
| Fortuna Honda Pons             | Honda         | Honda NSR 500     | 12  | Carlos Checa         | 9–13          |
| Harris Grand Prix              | Harris-Yamaha | Yamaha YZR500     | 8   | Sean Emmett          | 6–13          |
| Harris Grand Prix              | Harris-Yamaha | Yamaha YZR500     | 20  | Cristiano Migliorati | alle          |
| Harris Grand Prix              | Harris-Yamaha | Yamaha YZR500     | 35  | Brian Morrison       | 4             |
| Harris Grand Prix              | Harris-Yamaha | Yamaha YZR500     | 38  | Antonio Irizar       | 5             |
| Harris Grand Prix              | Harris-Yamaha | Yamaha YZR500     | 69  | James Haydon         | alle          |
| Kanemoto Honda                 | Honda         | Honda NSR 500     | 9   | Alex Barros          | alle          |
| Team Millar                    | Yamaha        | Yamaha YZR500     | 10  | Jeremy McWilliams    | alle          |
| D.R. Team Erima                | ROC-Yamaha    | Yamaha YZR500     | 11  | Bernard Garcia       | alle          |
| Aprilia Racing Team            | Aprilia       | Aprilia RSW-2 500 | 13  | Loris Reggiani       | alle          |
| Thommen Elf Racing Team        | ROC-Yamaha    | Yamaha YZR500     | 14  | Adrian Bosshard      | alle          |
| ROC Euro Team                  | ROC-Yamaha    | Yamaha YZR500     | 18  | Laurent Naveau       | 1–6, 8, 10–13 |
| Team ROC N.R.J.                | ROC-Yamaha    | Yamaha YZR500     | 19  | Juan Borja           | alle          |
| Team ROC                       | ROC-Yamaha    | Yamaha YZR500     | 40  | José Kuhn            | 10–13         |
| Team ROC                       | ROC-Yamaha    | Yamaha YZR500     | 79  | Philippe Monneret    | 8             |
| Team ROC Yamaha                | ROC-Yamaha    | Yamaha YZR500     | 96  | Jamie Whitham        | 9             |
| Haenggeli Racing               | ROC-Yamaha    | Yamaha YZR500     | 21  | Bernard Haenggeli    | alle          |
| Team Pedercini                 | ROC-Yamaha    | Yamaha YZR500     | 22  | Lucio Pedercini      | alle          |
| Padgett’s Racing Team          | Harris-Yamaha | Yamaha YZR500     | 23  | Eugene McManus       | alle          |
| Padgett’s Racing Team          | Harris-Yamaha | Yamaha YZR500     | 26  | Jim Filice           | 4, 6–7        |
| Padgett’s Racing Team          | Harris-Yamaha | Yamaha YZR500     | 36  | Jamie Robinson       | 1–2           |
| Padgett’s Racing Team          | Harris-Yamaha | Yamaha YZR500     | 39  | Lee Pullan           | 11–13         |
| Padgett’s Racing Team          | Harris-Yamaha | Yamaha YZR500     | 85  | Chris Walker         | 9–10          |
| Starsport                      | Yamaha        | Yamaha YZR500     | 24  | Scott Gray           | 1–9, 12–13    |
| World Championship Motorsports | ROC-Yamaha    | Yamaha YZR500     | 25  | Neil Hodgson         | alle          |
| Team Max                       | ROC-Yamaha    | Yamaha YZR500     | 27  | Andrew Stroud        | 1–7           |
| Team Max                       | ROC-Yamaha    | Yamaha YZR500     | 70  | Marco Papa           | 8–13          |
| MTD                            | ROC-Yamaha    | Yamaha YZR500     | 28  | Bruno Bonhuil        | 1–10          |
| Padgetts-Tube Riders           | Harris-Yamaha | Yamaha YZR500     | 32  | Toshiyuki Arakaki    | 3, 5, 8–9     |
| FP Racing                      | ROC-Yamaha    | Yamaha YZR500     | 37  | Frédéric Protat      | alle          |
| JPJ Paton                      | Paton         | Paton V70 500     | 40  | José Kuhn            | 10–13         |
| JPJ Paton                      | Paton         | Paton V70 500     | 51  | Jean-Pierre Jeandat  | 1–9, 11–13    |
| J.L.M.                         | ROC-Yamaha    | Yamaha YZR500     | 41  | Enrique de Juan      | 13            |
| DR Team Shark                  | ROC-Yamaha    | Yamaha YZR500     | 44  | Marc Garcia          | alle          |
| Team Rainey                    | Harris-Yamaha | Yamaha YZR500     | 52  | Martin Craggill      | 1             |
| YRTR                           | Harris-Yamaha | Yamaha YZR500     | 56  | Toshihiko Honma      | 3             |
| Marlboro Team Pileri           | Honda         | Honda NSR 500     | 65  | Loris Capirossi      | alle          |
| Team Schmassman                | Yamaha        | Yamaha YZR500     | 66  | Niggi Schmassmann    | 5             |
| Hans Wieser                    | Yamaha        | Yamaha YZR500     | 67  | Hans Wieser          | 5             |
| Team Marco Papa                | Yamaha        | Yamaha YZR500     | 70  | Marco Papa           | alle          |
| Cagiva Corse                   | Cagiva        | Cagiva C594       | 71  | Pierfrancesco Chili  | 6             |
| PHI Racing Team                | Harris-Yamaha | Yamaha YZR500     | 74  | Cees Doorakkers      | 7             |
| Quelle:                        |               |                   |     |                      |               |

| Legende         |
| --------------- |
| Stammfahrer     |
| Wildcard-Fahrer |
| Ersatzfahrer    |

### Rennergebnisse
|    | Datum  | Rennen                 | Strecke       | Platz 1       | Platz 2       | Platz 3         | Pole-Position | Schn. Rennrunde | Gesamtführender Fahrer | Gesamtführender Konstrukteur |
| -- | ------ | ---------------------- | ------------- | ------------- | ------------- | --------------- | ------------- | --------------- | ---------------------- | ---------------------------- |
| 1  | 26.03. | GP von Australien      | Eastern Creek | Mick Doohan   | Daryl Beattie | Àlex Crivillé   | Mick Doohan   | Mick Doohan     | Mick Doohan            | Honda                        |
| 2  | 02.04. | GP von Malaysia        | Shah Alam     | Mick Doohan   | Daryl Beattie | Àlex Crivillé   | Mick Doohan   | Mick Doohan     | Mick Doohan            | Honda                        |
| 3  | 23.04. | GP von Japan           | Suzuka        | Daryl Beattie | Mick Doohan   | Takuma Aoki     | Mick Doohan   | Mick Doohan     | Mick Doohan            | Honda                        |
| 4  | 07.05. | GP von Spanien         | Jerez         | Alberto Puig  | Luca Cadalora | Àlex Crivillé   | Mick Doohan   | Alberto Puig    | Daryl Beattie          | Honda                        |
| 5  | 21.05. | 59. GP von Deutschland | Nürburgring   | Daryl Beattie | Luca Cadalora | Shin’ichi Itō   | Mick Doohan   | Mick Doohan     | Daryl Beattie          | Honda                        |
| 6  | 11.06. | GP von Italien         | Mugello       | Mick Doohan   | Daryl Beattie | Alberto Puig    | Mick Doohan   | Mick Doohan     | Daryl Beattie          | Honda                        |
| 7  | 24.06. | 65. Dutch TT           | Assen         | Mick Doohan   | Àlex Crivillé | Alberto Puig    | Àlex Crivillé | Àlex Crivillé   | Mick Doohan            | Honda                        |
| 8  | 09.07. | GP von Frankreich      | Le Mans       | Mick Doohan   | Luca Cadalora | Daryl Beattie   | Mick Doohan   | Mick Doohan     | Mick Doohan            | Honda                        |
| 9  | 23.07. | GP von Großbritannien  | Donington     | Mick Doohan   | Daryl Beattie | Àlex Crivillé   | Mick Doohan   | Mick Doohan     | Mick Doohan            | Honda                        |
| 10 | 20.08. | GP von Tschechien      | Brünn         | Luca Cadalora | Mick Doohan   | Daryl Beattie   | Luca Cadalora | Luca Cadalora   | Mick Doohan            | Honda                        |
| 11 | 17.09. | GP von Rio de Janeiro  | Jacarepagua   | Luca Cadalora | Mick Doohan   | Norick Abe      | Mick Doohan   | Luca Cadalora   | Mick Doohan            | Honda                        |
| 12 | 24.09. | GP von Argentinien     | Buenos Aires  | Mick Doohan   | Daryl Beattie | Luca Cadalora   | Luca Cadalora | Daryl Beattie   | Mick Doohan            | Honda                        |
| 13 | 08.10. | GP von Europa          | Barcelona     | Àlex Crivillé | Shin’ichi Itō | Loris Capirossi | Luca Cadalora | Carlos Checa    | Mick Doohan            | Honda                        |

### Fahrerwertung
| 1  | Mick Doohan     | Honda               | 248 |
| 2  | Daryl Beattie   | Suzuki              | 215 |
| 3  | Luca Cadalora   | Yamaha              | 176 |
| 4  | Àlex Crivillé   | Honda               | 166 |
| 5  | Shin’ichi Itō   | Honda               | 127 |
| 6  | Loris Capirossi | Honda               | 108 |
| 7  | Alex Barros     | Honda               | 104 |
| 8  | Alberto Puig    | Honda               | 99  |
| 9  | Norick Abe      | Yamaha              | 81  |
| 10 | Loris Reggiani  | Aprilia             | 59  |
| 11 | Neil Hodgson    | ROC-Yamaha / Yamaha | 54  |
| 12 | Juan Borja      | ROC-Yamaha          | 52  |
| 13 | Scott Russel    | Suzuki              | 43  |
| 14 | Bernard Garcia  | ROC-Yamaha          | 41  |
| 15 | Kevin Schwantz  | Suzuki              | 34  |
| 16 | Carlos Checa    | Honda               | 26  |
| 17 | Adrian Bosshard | ROC-Yamaha          | 21  |
| 18 | Laurent Naveau  | ROC-Yamaha          | 21  |

| 19 | Jeremy McWilliams    | Harris-Yamaha          | 20 |
| 20 | Toshiyuki Arakaki    | Harris-Yamaha          | 20 |
| 21 | Cristiano Migliorati | Harris-Yamaha          | 17 |
| 22 | Sean Emmett          | Harris-Yamaha / Suzuki | 17 |
| 23 | Takuma Aoki          | Honda                  | 16 |
| 24 | James Haydon         | Harris-Yamaha          | 11 |
| 25 | Frédéric Protat      | ROC-Yamaha             | 9  |
| 26 | Marc Garcia          | ROC-Yamaha             | 9  |
| 27 | Pierfrancesco Chili  | Cagiva                 | 6  |
| 28 | Andrew Stroud        | ROC-Yamaha             | 5  |
|    | Bruno Bonhuil        | ROC-Yamaha             | 5  |
| 30 | Eugene McManus       | Harris-Yamaha          | 4  |
| 31 | Bernard Haenggeli    | ROC-Yamaha             | 2  |
| 32 | Jean-Pierre Jeandat  | Paton                  | 1  |
|    | Philippe Monneret    | ROC-Yamaha             | 1  |
|    | Chris Walker         | Harris-Yamaha          | 1  |
|    | Lucio Pedercini      | ROC-Yamaha             | 1  |

### Konstrukteurswertung
| 1 | Honda         | 301 |
| 2 | Suzuki        | 219 |
| 3 | Yamaha        | 192 |
| 4 | ROC-Yamaha    | 75  |
| 5 | Aprilia       | 59  |
| 6 | Harris-Yamaha | 52  |
| 7 | Cagiva        | 6   |
| 8 | Paton         | 1   |

## 250-cm³-Klasse

### Rennergebnisse
|    | Datum  | Rennen                 | Strecke       | Platz 1         | Platz 2        | Platz 3           | Pole-Position     | Schn. Rennrunde | Gesamtführender Fahrer | Gesamtführender Konstrukteur |
| -- | ------ | ---------------------- | ------------- | --------------- | -------------- | ----------------- | ----------------- | --------------- | ---------------------- | ---------------------------- |
| 1  | 26.03. | GP von Australien      | Eastern Creek | Ralf Waldmann   | Tetsuya Harada | Max Biaggi        | Max Biaggi        | Tetsuya Harada  | Ralf Waldmann          | Honda                        |
| 2  | 02.04. | GP von Malaysia        | Shah Alam     | Max Biaggi      | Tetsuya Harada | Tadayuki Okada    | Max Biaggi        | Max Biaggi      | Max Biaggi             | Honda                        |
| 3  | 23.04. | GP von Japan           | Suzuka        | Ralf Waldmann   | Nobuatsu Aoki  | Sadanori Hikita   | Tetsuya Harada    | Tadayuki Okada  | Ralf Waldmann          | Honda                        |
| 4  | 07.05. | GP von Spanien         | Jerez         | Tetsuya Harada  | Max Biaggi     | Luis d’Antin      | Tetsuya Harada    | Tetsuya Harada  | Tetsuya Harada         | Yamaha                       |
| 5  | 21.05. | 59. GP von Deutschland | Nürburgring   | Max Biaggi      | Tetsuya Harada | Tadayuki Okada    | Max Biaggi        | Max Biaggi      | Tetsuya Harada         | Yamaha                       |
| 6  | 11.06. | GP von Italien         | Mugello       | Max Biaggi      | Tetsuya Harada | Marcellino Lucchi | Max Biaggi        | Max Biaggi      | Max Biaggi             | Aprilia                      |
| 7  | 24.06. | 65. Dutch TT           | Assen         | Max Biaggi      | Ralf Waldmann  | Tadayuki Okada    | Max Biaggi        | Max Biaggi      | Max Biaggi             | Aprilia                      |
| 8  | 09.07. | GP von Frankreich      | Le Mans       | Ralf Waldmann   | Max Biaggi     | Tadayuki Okada    | Max Biaggi        | Ralf Waldmann   | Max Biaggi             | Aprilia                      |
| 9  | 23.07. | GP von Großbritannien  | Donington     | Max Biaggi      | Tetsuya Harada | Ralf Waldmann     | Max Biaggi        | Max Biaggi      | Max Biaggi             | Aprilia                      |
| 10 | 20.08. | GP von Tschechien      | Brünn         | Max Biaggi      | Tetsuya Harada | Ralf Waldmann     | Max Biaggi        | Tetsuya Harada  | Max Biaggi             | Aprilia                      |
| 11 | 17.09. | GP von Rio de Janeiro  | Jacarepagua   | Doriano Romboni | Max Biaggi     | Tadayuki Okada    | Max Biaggi        | Tetsuya Harada  | Max Biaggi             | Aprilia                      |
| 12 | 24.09. | GP von Argentinien     | Buenos Aires  | Max Biaggi      | Tetsuya Harada | Doriano Romboni   | Jean-Michel Bayle | Max Biaggi      | Max Biaggi             | Aprilia                      |
| 13 | 08.10. | GP von Europa          | Barcelona     | Max Biaggi      | Tetsuya Harada | Ralf Waldmann     | Tetsuya Harada    | Max Biaggi      | Max Biaggi             | Aprilia                      |

### Fahrerwertung
| 1  | Max Biaggi               | Aprilia | 283 |
| 2  | Tetsuya Harada           | Yamaha  | 220 |
| 3  | Ralf Waldmann            | Honda   | 203 |
| 4  | Tadayuki Okada           | Honda   | 136 |
| 5  | Jean-Philippe Ruggia     | Aprilia | 115 |
| 6  | Nobuatsu Aoki            | Honda   | 105 |
| 7  | Luis d’Antin             | Honda   | 88  |
| 8  | Kenny Roberts jr.        | Yamaha  | 82  |
| 9  | Doriano Romboni          | Honda   | 75  |
| 10 | Olivier Jacque           | Honda   | 55  |
| 11 | Jürgen Fuchs             | Honda   | 50  |
| 12 | Jürgen van den Goorbergh | Honda   | 50  |
| 13 | Carlos Checa             | Honda   | 45  |
| 14 | Eskil Suter              | Aprilia | 43  |
| 15 | Jean-Michel Bayle        | Aprilia | 37  |
| 16 | José Luis Cardoso        | Aprilia | 33  |
| 17 | Roberto Locatelli        | Aprilia | 31  |

| 18 | Niall Mackenzie           | Aprilia | 26 |
| 19 | Marcellino Lucchi         | Aprilia | 22 |
| 20 | Patrick van den Goorbergh | Aprilia | 22 |
| 21 | Sadanori Hikita           | Honda   | 19 |
| 22 | Takeshi Tsujimura         | Honda   | 12 |
| 23 | Alessandro Gramigni       | Honda   | 11 |
| 24 | Osamu Miyazaki            | Aprilia | 10 |
| 25 | Adi Stadler               | Honda   | 7  |
| 26 | Luis Carlos Maurel        | Honda   | 6  |
| 27 | Régis Laconi              | Honda   | 4  |
| 28 | Bernd Kassner             | Aprilia | 3  |
|    | Sebastián Porto           | Aprilia | 3  |
| 30 | Marcus Payten             | Yamaha  | 2  |
|    | Masaaki Morikane          | Honda   | 2  |
| 32 | Gregorio Lavilla          | Honda   | 2  |
|    | Oliver Petrucciani        | Aprilia | 2  |

### Konstrukteurswertung
| 1 | Aprilia | 286 |
| 2 | Honda   | 245 |
| 3 | Yamaha  | 231 |

## 125-cm³-Klasse

### Rennergebnisse
|    | Datum  | Rennen                 | Strecke       | Platz 1         | Platz 2            | Platz 3         | Pole-Position    | Schn. Rennrunde   | Gesamtführender Fahrer | Gesamtführender Konstrukteur |
| -- | ------ | ---------------------- | ------------- | --------------- | ------------------ | --------------- | ---------------- | ----------------- | ---------------------- | ---------------------------- |
| 1  | 26.03. | GP von Australien      | Eastern Creek | Haruchika Aoki  | Kazuto Sakata      | Tomomi Manako   | Dirk Raudies     | Haruchika Aoki    | Haruchika Aoki         | Honda                        |
| 2  | 02.04. | GP von Malaysia        | Shah Alam     | Garry McCoy     | Stefano Perugini   | Akira Saitō     | Haruchika Aoki   | Stefano Perugini  | Kazuto Sakata          | Honda                        |
| 3  | 23.04. | GP von Japan           | Suzuka        | Haruchika Aoki  | Akira Saitō        | Kazuto Sakata   | Kazuto Sakata    | Hideyuki Nakajō   | Haruchika Aoki         | Honda                        |
| 4  | 07.05. | GP von Spanien         | Jerez         | Haruchika Aoki  | Stefano Perugini   | Dirk Raudies    | Kazuto Sakata    | Dirk Raudies      | Haruchika Aoki         | Honda                        |
| 5  | 21.05. | 59. GP von Deutschland | Nürburgring   | Haruchika Aoki  | Noboru Ueda        | Emilio Alzamora | Kazuto Sakata    | Akira Saitō       | Haruchika Aoki         | Honda                        |
| 6  | 11.06. | GP von Italien         | Mugello       | Haruchika Aoki  | Stefano Perugini   | Masaki Tokudome | Kazuto Sakata    | Masaki Tokudome   | Haruchika Aoki         | Honda                        |
| 7  | 24.06. | 65. Dutch TT           | Assen         | Dirk Raudies    | Peter Öttl         | Akira Saitō     | Hideyuki Nakajō  | Hideyuki Nakajō   | Haruchika Aoki         | Honda                        |
| 8  | 09.07. | GP von Frankreich      | Le Mans       | Haruchika Aoki  | Dirk Raudies       | Peter Öttl      | Haruchika Aoki   | Peter Öttl        | Haruchika Aoki         | Honda                        |
| 9  | 23.07. | GP von Großbritannien  | Donington     | Kazuto Sakata   | Stefano Perugini   | Emilio Alzamora | Stefano Perugini | Stefano Perugini  | Haruchika Aoki         | Honda                        |
| 10 | 20.08. | GP von Tschechien      | Brünn         | Kazuto Sakata   | Haruchika Aoki     | Akira Saitō     | Kazuto Sakata    | Kazuto Sakata     | Haruchika Aoki         | Honda                        |
| 11 | 17.09. | GP von Rio de Janeiro  | Jacarepagua   | Masaki Tokudome | Gianluigi Scalvini | Haruchika Aoki  | Stefano Perugini | Herri Torrontegui | Haruchika Aoki         | Honda                        |
| 12 | 24.09. | GP von Argentinien     | Buenos Aires  | Emilio Alzamora | Masaki Tokudome    | Dirk Raudies    | Emilio Alzamora  | Takehiro Yamamoto | Haruchika Aoki         | Honda                        |
| 13 | 08.10. | GP von Europa          | Barcelona     | Haruchika Aoki  | Emilio Alzamora    | Tomomi Manako   | Haruchika Aoki   | Haruchika Aoki    | Haruchika Aoki         | Honda                        |

### Fahrerwertung
| 1  | Haruchika Aoki     | Honda   | 224   |
| 2  | Kazuto Sakata      | Aprilia | 140   |
| 3  | Emilio Alzamora    | Honda   | 129   |
| 4  | Akira Saitō        | Honda   | 127   |
| 5  | Dirk Raudies       | Honda   | 124,5 |
| 6  | Stefano Perugini   | Aprilia | 118   |
| 7  | Masaki Tokudome    | Aprilia | 105,5 |
| 8  | Tomomi Manako      | Honda   | 102   |
| 9  | Hideyuki Nakajō    | Honda   | 88    |
| 10 | Peter Öttl         | Aprilia | 76    |
| 11 | Herri Torrontegui  | Honda   | 66,5  |
| 12 | Noboru Ueda        | Honda   | 65    |
| 13 | Gianluigi Scalvini | Aprilia | 61,5  |
| 14 | Yoshiaki Katō      | Yamaha  | 55    |
| 15 | Manfred Geissler   | Aprilia | 35    |
| 16 | Ken Miyasaka       | Honda   | 29,5  |
| 17 | Oliver Koch        | Aprilia | 28    |

| 18 | Jorge Martínez    | Yamaha         | 27   |
| 19 | Takehiro Yamamoto | Honda          | 24   |
| 20 | Darren Barton     | Yamaha         | 23   |
| 21 | Tomoko Igata      | Honda          | 23   |
| 22 | Garry McCoy       | Honda          | 16,5 |
| 23 | Shigeru Ibaraki   | Yamaha         | 11   |
| 24 | Andrea Ballerini  | Aprilia        | 10,5 |
| 25 | Luigi Ancona      | Honda          | 10   |
| 26 | Yoshiyuki Sugai   | Honda          | 8    |
| 27 | Gabriele Debbia   | Yamaha         | 7,5  |
| 28 | Loek Bodelier     | Aprilia        | 7    |
| 29 | Stefan Prein      | Yamaha / Honda | 4    |
| 30 | Josep Sardá       | Honda          | 2    |
| 31 | Yōichi Ui         | Yamaha         | 1    |
|    | Stefan Kurfiss    | Aprilia        | 1    |

### Konstrukteurswertung
| 1 | Honda   | 289,5 |
| 2 | Aprilia | 243   |
| 3 | Yamaha  | 82,5  |

## Gespanne (500 cm³)

### Rennergebnisse
|   | Datum  | Rennen                 | Strecke     | Platz 1                          | Platz 2                          | Platz 3                              | Pole-Position                 | Schn. Rennrunde                      | Gesamtführender Fahrer           | Gesamtführender Konstrukteur |
| - | ------ | ---------------------- | ----------- | -------------------------------- | -------------------------------- | ------------------------------------ | ----------------------------- | ------------------------------------ | -------------------------------- | ---------------------------- |
| 1 | 21.05. | 59. GP von Deutschland | Nürburgring | Darren Dixon / Andy Hetherington | Steve Abbott / Julian Tailford   | Markus Bösiger / Jürg Egli           | Paul Güdel / Charly Güdel     | Paul Güdel / Charly Güdel            | Darren Dixon / Andy Hetherington | Windle-ADM                   |
| 2 | 11.06. | GP von Italien         | Mugello     | Paul Güdel / Charly Güdel        | Darren Dixon / Andy Hetherington | Klaus Klaffenböck / Christian Parzer | Rolf Biland / Kurt Waltisperg | Paul Güdel / Charly Güdel            | Darren Dixon / Andy Hetherington | Windle-ADM                   |
| 3 | 24.06. | 65. Dutch TT           | Assen       | Darren Dixon / Andy Hetherington | Steve Abbott / Julian Tailford   | Derek Brindley / Paul Hutchinson     | Rolf Biland / Kurt Waltisperg | Steve Abbott / Julian Tailford       | Darren Dixon / Andy Hetherington | Windle-ADM                   |
| 4 | 09.07. | GP von Frankreich      | Le Mans     | Rolf Biland / Kurt Waltisperg    | Darren Dixon / Andy Hetherington | Ralph Bohnhorst / Peter Brown        | Paul Güdel / Charly Güdel     | Rolf Biland / Kurt Waltisperg        | Darren Dixon / Andy Hetherington | Windle-ADM                   |
| 5 | 23.07. | GP von Großbritannien  | Donington   | Rolf Biland / Kurt Waltisperg    | Markus Bösiger / Jürg Egli       | Ralph Bohnhorst / Peter Brown        | Rolf Biland / Kurt Waltisperg | Klaus Klaffenböck / Christian Parzer | Darren Dixon / Andy Hetherington | Windle-ADM                   |
| 6 | 20.08. | GP von Tschechien      | Brünn       | Rolf Biland / Kurt Waltisperg    | Steve Abbott / Julian Tailford   | Markus Bösiger / Jürg Egli           | Rolf Biland / Kurt Waltisperg | Darren Dixon / Andy Hetherington     | Darren Dixon / Andy Hetherington | Windle-ADM                   |
| 7 | 08.10. | GP von Europa          | Barcelona   | Rolf Biland / Kurt Waltisperg    | Darren Dixon / Andy Hetherington | Markus Bösiger / Jürg Egli           | Paul Güdel / Charly Güdel     | Darren Dixon / Andy Hetherington     | Darren Dixon / Andy Hetherington | Windle-ADM                   |

### Fahrerwertung
| 1  | Darren Dixon       | Andy Hetherington                                | Windle-ADM    | 131 |
| 2  | Rolf Biland        | Kurt Waltisperg                                  | LCR-BRM       | 100 |
| 3  | Markus Bösiger     | Jürg Egli                                        | LCR-ADM       | 96  |
| 4  | Steve Abbott       | Julian Tailford                                  | LCR-ADM       | 96  |
| 5  | Barry Brindley     | Scott Whiteside                                  | LCR-Yamaha    | 68  |
| 6  | Derek Brindley     | Paul Hutchinson                                  | LCR-Honda     | 63  |
| 7  | Klaus Klaffenböck  | Christian Parzer                                 | Windle-BRM    | 55  |
| 8  | Benny Janssen      | Frans Geurts van Kessel                          | LCR-Honda     | 42  |
| 9  | Yoshisada Kumagaya | Mike Finnegan bzw. Trevor Hopkinson              | LCR-Endurance | 37  |
| 10 | Jukka Lauslehto    | Hannu Metsäranta                                 | LCR-ADM       | 36  |
| 11 | Billy Gällros      | Peter Berglund                                   | LCR-NGK       | 35  |
| 12 | Ralph Bohnhorst    | Peter Brown                                      | LCR-BRM       | 32  |
| 13 | Markus Schlosser   | Adolf Hänni                                      | LCR-ADM       | 29  |
| 14 | Mark Reddington    | Trevor Crone                                     | LCR-ADM       | 27  |
| 15 | Paul Güdel         | Charly Güdel                                     | LCR-BRM       | 25  |
| 16 | Ian Wilford        | Mick Wynn bzw. Alex Bloemsma bzw. Daniel Edwards | LCR-Honda     | 25  |
| 17 | Tony Wyssen        | Kilian Wyssen                                    | LCR-BRM       | 20  |
| 18 | Kevin Webster      | Harry Hofsteenge                                 | LCR-Honda     | 14  |
| 19 | Steve Webster      | David James                                      | LCR-ADM       | 11  |
| 20 | André Vögeli       | Hansueli Wickli                                  | LCR-ADM       | 10  |
| 21 | Martin Whittington | Simon Birkett                                    | LCR-Krauser   | 5   |
| 22 | Markus Neumann     | Udo Müller bzw. Guido Sala bzw. Peter Höss       | LCR-Yamaha    | 5   |
| 23 | Reinhold Hollweg   | Oliver Mädler                                    | LCR-Krauser   | 4   |
| 24 | Reiner Koster      | Giancarlo Cavadini bzw. Jochen Klaffenböck       | LCR-ADM       | 3   |
| 25 | Baptist Kohlmann   | Ernst Theuer                                     | LCR-ADM       | 2   |
|    | Markus Meier (†)   | Danny Brühwiler                                  | LCR-Krauser   | 2   |
|    | Shane Soutar       | David Kellett                                    | LCR-ADM       | 2   |
| 28 | Harry Smit         | Herman den Hartog                                | LCR-Krauser   | 1   |

### Konstrukteurswertung
| 1 | Windle-ADM    | 141 |
| 2 | LCR-BRM       | 125 |
| 3 | LCR-ADM       | 199 |
| 4 | LCR-Honda     | 80  |
| 5 | LCR-Yamaha    | 68  |
| 6 | Windle-BRM    | 55  |
| 7 | LCR-NGK       | 35  |
| 8 | LCR-Endurance | 16  |
| 9 | LCR-Krauser   | 10  |